# برونو ديفيد روما
برونو ديفيد روما (بالبرتغالية: Bruno David Roma‏) هو لاعب كرة قدم برازيلي، ولد في 26 يوليو 1989 في سانت أندري في البرازيل. لعب مع هيلموند سبورت.